# Ya Levis Dalwear
Prince Nemiala, dit Ya Levis Dalwear ou Ya Levis, né le 9 septembre 1994 à Kinshasa (RDC), est un auteur-compositeur-interprète et danseur congolais actif en France. 
Surnommé l'"ambassadeur de l'amour",, il est connu pour sa voix douce, mélodique et mélancolique. Ses paroles explorent souvent les thèmes de l'amour, de la haine et de l'hédonisme.
Né à Kinshasa, il a déménagé en France à l'âge de cinq ans. Nemiala a commencé sa carrière musicale en 2009 et a ensuite signé avec MCP Group en avril 2013,,. Il s'est fait prendre de l'importance avec son single de 2015 "Mokolo ya l'amour" de son maxi-single éponyme à deux pistes,,. En 2017, Nemiala a signé un contrat d'enregistrement avec Capitol Records. Il a acquis une reconnaissance internationale après avoir sorti son single congolais infusé de rumba en 2018 "Katchua", qui a atteint un disque d'or de SNEP et a ensuite été présenté dans son premier album studio de 2019 El Mayalove,,,.
Le 25 juin 2021, Nemiala a publié son Extended Play (EP) de huit pistes LCLM:Prélude, qui était soutenu par les singles "Chocolat", "Lokesha" et "Nakati",. Le 18 mars 2022, Nemiala a publié LCLM,,, suivi de Love Machine, pt. 1 en septembre 2024.

## Biographie

### Enfance et débuts
Ya Levis Dalwear naît Prince Nemiala le 9 septembre 1994 à Kinshasa, au Zaïre (aujourd'hui République démocratique du Congo) dans une famille musicale bien connue; Son père, Nico Nemiala, est un artiste de rumba congolais qui travaillait avec Papa Wemba,, tandis que sa mère se produise dans une chorale d'église catholique,,. En 1999, la famille déménage en France, où Ya Levis accompagne souvent son père dans les studios d'enregistrement et les répétitions,,. Influencé par son père et le king Kester Emeneya pendant ses années de formation, Ya Levis développe un penchant pour la rumba congolaise,. Malgré les réserves de sa mère concernant une carrière musicale, il reste engagé dans la musique, la donnant la priorité sur les activités académiques après le décès de son père,.

### Carrière

#### 2009-2016: Les Étoiles d'Afrique etMokolo ya l'amour

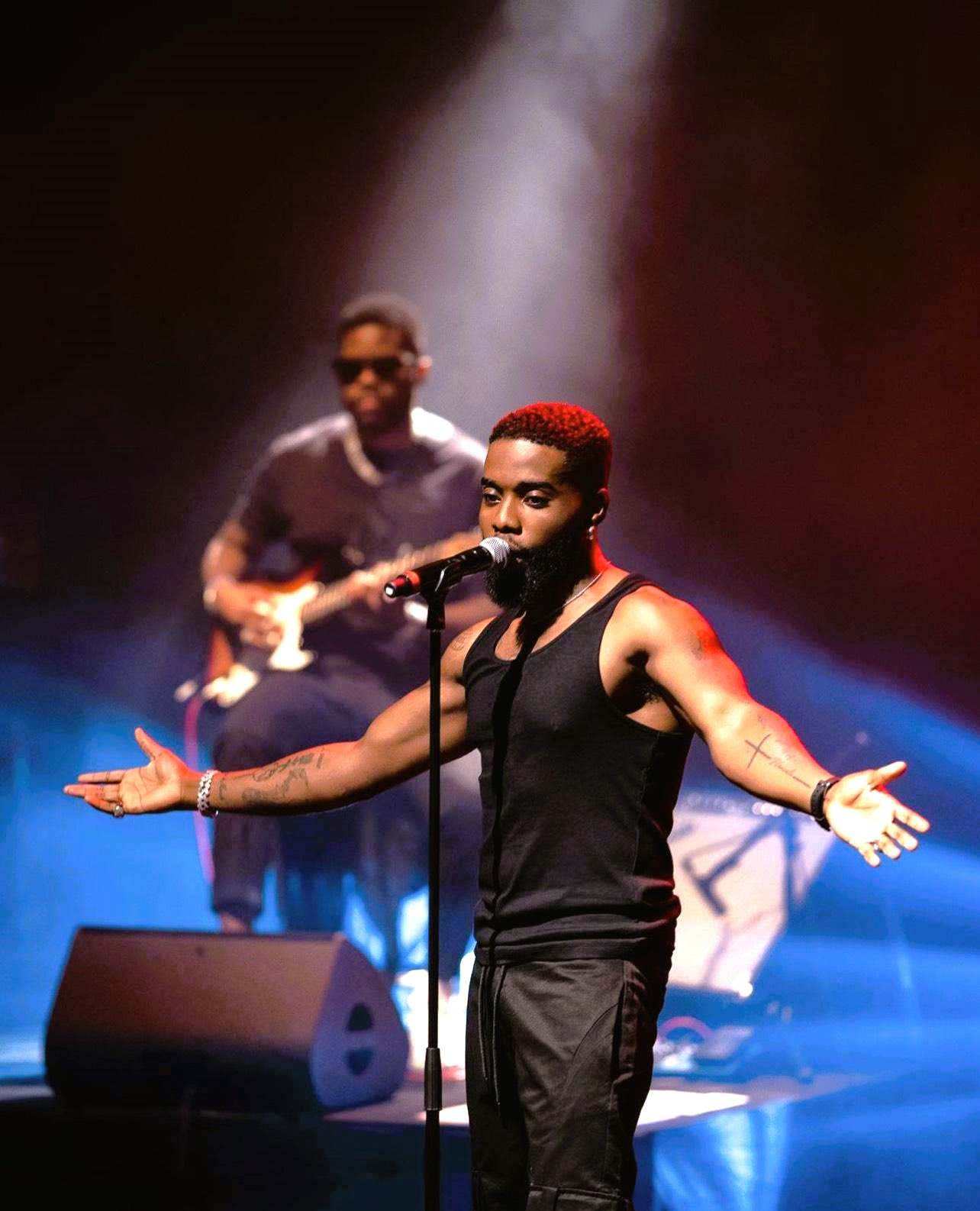
Ya Levis Dalwear se produisant à Paris

Ya Levis a fait ses débuts musicaux en 2009 avec la troupe de danse Les Étoiles d'Afrique aux côtés de son frère, Olivier Dalwear. Pendant cette période, il a adopté le surnom de "Ya Levis Dalwear",. En 2012, Ya Levis a quitté Les Étoiles d'Afrique pour poursuivre une carrière solo,. Ses sorties solo préliminaires, "Love-Olivia" et "Shabanni", ont attiré l'attention du public et ont attiré l'attention de MCP Group, qui l'a ensuite signé et a produit son premier maxi-single à deux titres intitulé Mokolo ya l'amour, avec la piste titulaire et "Canœ kayak",,. Mokolo ya l'amour était un mélange de zouk et de rumba congolaise, et a particulièrement touché une corde sensible auprès du public féminin à travers sa représentation romancée de la Saint-Valentin dans "Canœ kayak",,.
En avril 2017, il a fait sa première apparition en direct à la télévision avec la chanson "On Récolte Ce Que L'on Sème" dans l'émission Touche Pas à Mon Poste animée par Cyril Hanouna,. Le 29 décembre de la même année, il a interprété un duo avec le groupe ivoirien Kiff No Beat sur le single "Farotema". Le 18 mai 2018, Ya Levis a lancé le single "Libala" produit par le groupe MCP, un hommage à sa défunte mère et père.

#### 2018-2021: "Katchua",El MayaloveetLCLM:Prélude
Le 31 octobre 2018, Ya Levis a sorti son single congolais inspiré de la rumba "Katchua", qui a été coproduit par Mike Dallas et Chris Hamiwest à travers MCP Group,,. Chanté en français et en lingala, le clip vidéo de la chanson dépeint le lien émotionnel profond et l'amour de Ya Levis pour son partenaire malgré toute adversité à laquelle ils peuvent être confrontés. "Katchua" a rapidement acquis une renommée internationale, accomplant plus de 14 millions de vues sur YouTube en huit mois,. Le succès de la chanson a considérablement stimulé la visibilité de Ya Levis, ce qui a conduit à des performances dans les grandes villes africaines et européennes, y compris une performance notable à Chez Papillon à Paris et en tant qu'acte d'ouverture du concert parisien de Flavor pour Trace Live,,." Katchua" lui a valu une nomination pour le meilleur artiste masculin en Afrique centrale aux All Africa Music Awards, ainsi que quatre nominations consécutives aux African Muzik Magazine Awards (en) pour la chanson de l'année, le meilleur homme en Afrique centrale, le meilleur nouveau venu et le meilleur francophone,. La chanson a été certifiée disque d'or par SNEP en mai 2023,,.

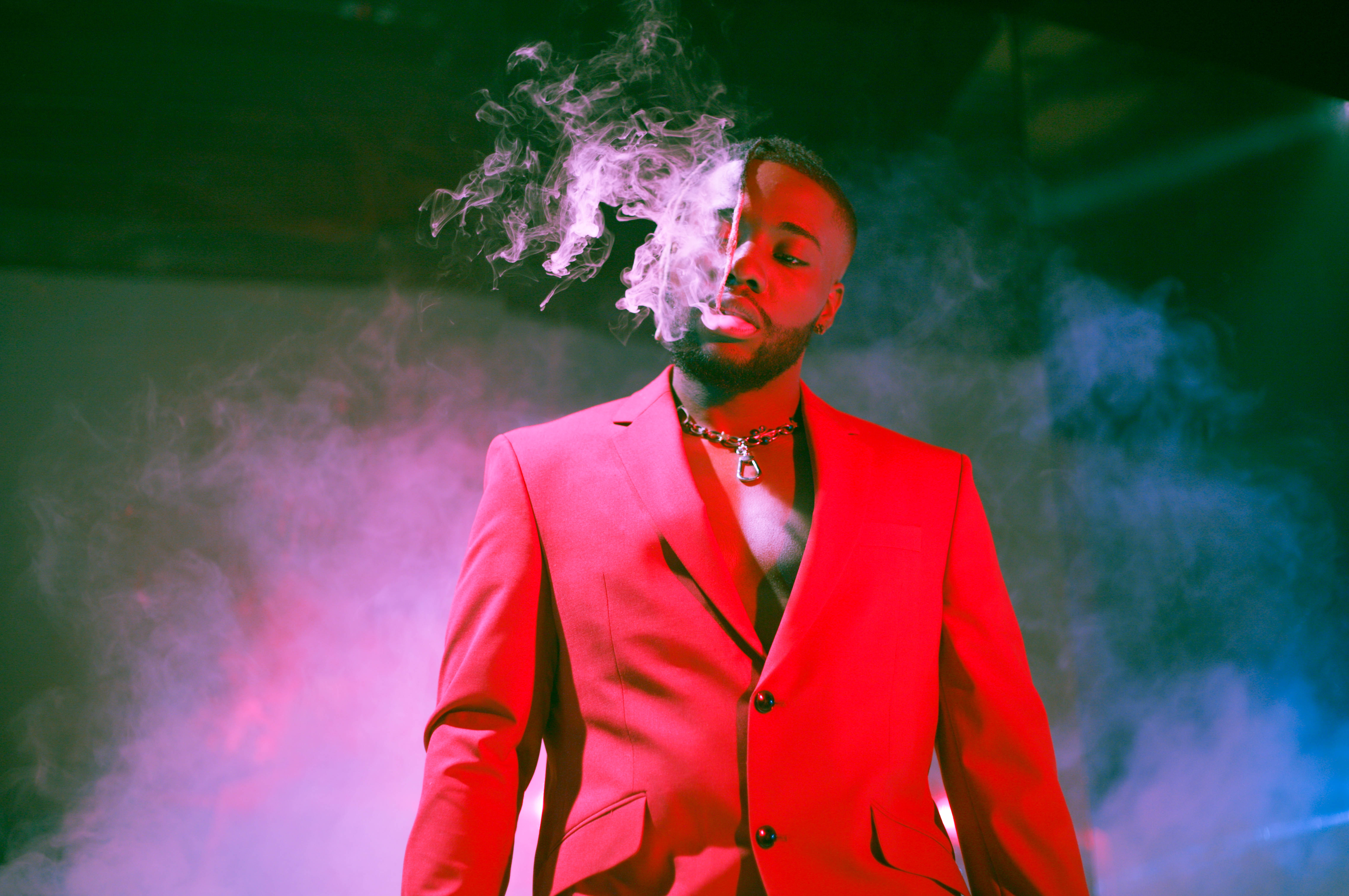
Ya Levis en 2019

Le 28 juin 2019, Ya Levis a dévoilé son premier album studio, El Mayalove,,,. Sorti par MCP Group, l'album comprend 14 titres, dont son précédent tube "Katchua",, et mélange la rumba congolaise, la pop et la kizomba. Il présente des apparitions de SAYS'Z sur "Poizon", Diamond Platnumz sur "Penzi" et Chris Hamiwest sur la piste bonus "Alyah". Ya Levis a promu El Mayalove avec une représentation à la 4e édition du Red One Festival à l'Institut Français de Kinshasa le 13 juillet,, suivie d'un spectacle à l'Intare Conference Arena de Kigali le 28 juillet. En 2020, il a joué dans une salle comble à Eventhallen à Oslo.
Ya Levis a commencé à enregistrer son Extended Play (EP) LCLM : Prélude à la mi-2020. LCLM est une abréviation de L'amour Change Le Monde, qui se traduit par "L'amour change le monde". Le 16 octobre 2020, il a fait ses débuts avec "Lokesha", le premier extrait de LCLM : Prélude, suivi de "Nakati" le 18 décembre,,. En février 2021, Ya Levis s'est associé au rappeur congolais-français Franglish à Paris pour enregistrer un single, qui est sorti le 29 janvier,. Le mois suivant, il a joué en tant qu'invité sur le single "Bien plus fort" du chanteur haïtien Joe Dwèt Filé,. La chanson "Love" a été créée le 13 mai. Au cours de ce même mois, Ya Levis a cherché une collaboration avec la chanteuse de rumba congolais Cindy Le Coeur pour LCLM : Prélude. L'EP a été officiellement publié le 25 juin,,. Il se composait de huit morceaux avec un mélange prédominant de rumba et de R&B congolais, avec des apparitions d'invités de Franglish, Ronisia, S.Pri Noir et Leto. Il a soutenu LCLM : Prélude avec un concert à Montpellier en août 2021, puis a donné un concert complet à la Machine du Moulin Rouge à Paris et un événement de la Saint-Valentin au Kin Plaza Arjaan de Rotana, produit par Wali Évent.

#### 2022-présent:LCLMetLove Machine, pt. 1
Ya Levis a commencé à travailler sur son deuxième album studio, L'amour change le monde, acronyme LCLM, fin 2021. En novembre 2021, il a signé un contrat d'enregistrement avec Sony Music Entertainment France pour la sortie de L'amour change le monde,. Il a sorti le single promotionnel "Pardonne-moi" le 17 décembre, qui mélangeait la rumba congolaise, le R&B et les influences de la danse afro. Le single "Es-tu prête" a fait ses débuts le 4 février 2022,. L'amour change le monde est officiellement sorti le 18 mars 2022. L'album a été produit par MCP Group et co-distribué par Sony Music Entertainment France et Because Editions. C'était une suite à LCLM : Prélude, avec 18 titres supplémentaires ajoutés à la liste originale. Il comprend des collaborations avec Yxng Bane, Jok'Air, Zaho, Alonzo et Koffi Olomidé. Le single "Pardonne-moi" de l'album a connu un succès commercial, lui valuant deux nominations consécutives aux All Africa Music Awards pour le meilleur artiste en R&B/Soul africain et le meilleur acte masculin africain dans la diaspora. Pour soutenir L'amour change le monde, Ya Levis a vendu La Cigale le 28 mai,.
Trois mois après avoir sorti son single révolutionnaire "Takala", qui a gagné en popularité sur les plateformes de médias sociaux, Ya Levis a créé le remix le 5 mai 2023. En octobre 2023, Ya Levis a reçu une nomination pour le meilleur artiste d'Afrique centrale à Primud d'Or. Les 30 et 31 mars 2024, il a donné un concert de deux jours aux jardins Uhuru à Nairobi pour le festival Raha,, après quoi il a participé au morceau de Gaz Mawete "K.O" de son EP éponyme, qui est devenu viral sur TikTok. Il est ensuite monté sur scène à l'événement "Ganda Vibes Experience with Ya Levis" au Victoria Hall de l'hôtel Kampala Serena, organisé par House of DJs et Fenon Events,,.
Le 20 septembre 2024, Ya Levis a publié son EP de six titres Love Machine, pt. 1, qui était soutenu par les singles "Lifobo", "Nigani", "Ne doute pas", "Sugar daddy", "Come with me" et "Magie". Coproduit par Back 2 Bellum et Dalwear Music, il a été distribué par Play Two, une filiale du groupe TF1, et comprend des collaborations avec Teni et Sidiki Diabaté.

## Discographie

### Albums
- 2019: El Mayalove
- 2022: LCLM

### Extended Play (EP)
- 2021: LCLM:Prélude
- 2024: Love Machine, pt. 1